# 교황 첼레스티노 3세
교황 첼레스티노 3세(라틴어: Caelestinus PP. III, 이탈리아어: Papa Celestino III, 1106년 ~ 1198년)는 제175대 교황(재위: 1191년 3월 30일 - 1198년 1월 8일)이다. 본명은 자친토 보보네(이탈리아어: Giacinto Bobone)이다.

## 교황 선출 이전
로마에서 오르시니 가문 일족으로 태어났으며, 교황으로 선출되기 전에는 산타 마리아 인 코스메딘 성당의 부제급 추기경이었다. 스페인에 대한 전문가였던 그는 스페인에 두 차례(1154~1155, 1172~1175) 교황 특사로 파견되었다.

## 교황
신성 로마 제국의 하인리히 6세와 로마 시민들은 서로 사이가 좋지 않았으나 첼레스티노 3세는 하인리히 6세의 대관식을 거행하고 로마 시민들에게는 그들의 최대 걸림돌이었던 투스쿨룸의 요새를 파괴하도록 허락하였다. 같은 해 말엽에 그는 시칠리아의 탄크레드에게 그의 숙모인 콘스탄체를 석방하지 않으면 파문하겠다고 경고하였다. 콘스탄체는 하인리히 6세의 아내로 시칠리아 왕위 계승권을 갖고 있었으나 탄크레드에 의해 감금당했다. 탄크레드는 포로 교환을 하기 위해 콘스탄체를 데리고 로마로 길을 떠났다. 그는 하인리히 6세에게 자신을 건드리지 말라고 협박했지만, 콘스탄체는 로마에 당도하기 전에 교황령 국경에 있던 독일인 병사들에 의해 풀려났다. 이후 탄크레드는 파문되기 일보 직전에 몰렸으나 마침 하인리히 6세도 똑같이 잉글랜드의 리처드 1세를 부당하게 감금하는 일이 일어났다. 하인리히 6세는 피사에 머무는 동안 첼레스티노 3세에 의해 성사 참여를 금지당했으나 1198년 후임 교황인 인노첸시오 3세에 의해 처벌 조치가 해제되었다. 첼레스티노 3세는 레온의 알폰소 9세가 혈연 관계인 포르투갈의 테레사와 혼인하자 이를 질책하였다. 그리고 1196년 알폰소 9세가 카스티야에서 무슬림들과 전쟁하던 중에 평화 관계를 맺자 또 한 번 질책하였다. 알폰소 9세가 카스티야의 베렌가리아와 두 번째 혼인을 하자 첼레스티노 3세는 결국 알폰소 9세를 파문하고 레온 왕국 전역에 성무 금지 조치를 취하였다.
1198년 첼레스티노 3세는 튜턴 기사단을 기사 수도회로 공식 인가하였다.

## 죽음
그는 선종하기 전에 베네딕도회의 조반니 디 산 파올로 추기경을 자신의 후임자로 추천하고 교황직을 사임하려고 했으나 추기경들이 이에 동의하지 않아 무위에 그쳤다.

## 같이 보기
- 교황 목록